# Reserva Biológica do Lago Piratuba
A Reserva Biológica do Lago Piratuba é uma área protegida brasileira localizada no estado do Amapá. O bioma predominante é o da Floresta Amazônica. Estabelecida por decreto em 1980, sua área cobre 392 469 hectares.